# Cratere Izola
Izola è un cratere sulla superficie di Marte.